# Sleaford and North Hykeham (circonscription britannique)
Circonscription parlementaire de la Chambre des communes
Sleaford and North Hykeham est une circonscription parlementaire située dans l'ouest du Lincolnshire, autour des villes de Sleaford et North Hykeham, auxquelles elle doit son nom. Depuis sa création, en 1997, elle a toujours été représentée à la Chambre des communes du Parlement britannique par un member of parliament du Parti conservateur.

## Liste des Member of parliament
| Élection | Élection | Member of parliament | Parti              |
| -------- | -------- | -------------------- | ------------------ |
|          | 1997     | Douglas Hogg         | Parti conservateur |
|          | 2010     | Stephen Phillips     | Parti conservateur |
|          | 2016     | Caroline Johnson     | Parti conservateur |